# 麻田満洲野
麻田 満洲野（あさだ ますの、1910年11月5日 - 没年不明）は、東京都出身（北海道生まれ）の日本舞踊家、著述家。藤蔭流の名取で、芸名は藤蔭 満洲野（ふじかげ ますの）。

## 人物・来歴
1910年（明治43年）、駒井徳三の次女として北海道に出生。三輪田高等女学校を経て、明治大学女子部法科を卒業。幼少時より舞踊に馴染み、初期は西洋舞踊を学んだが、途中より日本舞踊に傾倒し、舞踊界で重きをなした。また、舞踊関連などの著書を残している。

## 親族
- 父：駒井徳三（満州国国務院初代総務庁長官・参議府参議）
- 夫：麻田宏（東京大学教授。中央公論社創設者・麻田駒之助の長男）
- 姉妹：遼子（宇都宮徳馬（衆議院議員、日中友好協会会長）の妻。宇都宮太郎（陸軍大将）の義娘）
- 姉妹：久子（今井通子（医師・登山家）の母）

## 主な著作
- 『日本舞踊文化史』 新陽社、1937年
- 『日本の踊り』 「日本の踊り」刊行会、1955年（英訳本：Masuno Asada『Dance of Japan』自費出版（東京）、1956年）